# Aspergiloma
UN aspergiloma  es una enfermedad infecciosa humana del pulmón causada por la colonización de una cavidad por un hongo del género Aspergillus , generalmente Aspergillus fumigatus .Se presenta como a una masa redondeada formada por la hifas del hongos y que se localiza dentro de un quiste o cavidad. Generalmente afecta al pulmón, aunque en ocasiones se presenta en otros órganos como el riñón y el cerebro. El aspergiloma es una de las formas de presentación de la aspergilosis, debe distinguirse de la aspergilosis invasiva y la aspergilosis broncopulmonar alérgica. 

## Aspergiloma pulmonar
Se originan por la invasión y proliferación de Aspergillus en una cavidad pulmonar previa provocada por otra enfermedad, sobre todo tuberculosis pulmonar y sarcoidosis. Aspergillus es un hongo filamentoso y saprofito que vive habitualmente en el suelo sobre materia orgánica y es muy abundante en la naturaleza. Puede quedar suspendido en el aire y ser inhalado , alcanzando los alveolos pulmonares. Cuando las condiciones le son favorable, por ejemplo en personas con déficit de inmunidad, se multiplica con facilidad invadiendo cavidades preexistentes.
El aspergiloma es en realidad una masa más o menos redondeada formada por hifas de hongos mezcladas con detritus pulmonares, moco y células inflamatorias. El síntoma principal que provoca es la expulsión de sangre con la tos (hemoptisis), pero en muchas ocasiones es asintomático. El diagnóstico se sospecha por los síntomas o la aparición de una masa en el interior de una cavidad que puede visualizarse en la radiografía de tórax, tomografia axial computarizada o resonancia magnética nuclear. Se confirma realizando un cultivo de esputo que puede ser positivo para Aspergillus, o mediante el análisis y cultivo de una muestra obtenida por punción y aspiración de la cavidad sospechosa. El tratamiento recomendado es la cirugía o la administración de fármacos específicos como el itraconazol y la anfotericina B.

## Historia
El género Aspergillus fue descrito en 1729 por el botánico italiano Pier Antonio Micheli. La primera descripción de aspergiloma en humanos se atribuye a John Hughes Bennett en 1842, pero esta paternidad ha sido cuestionada. Fue en 1847 cuando Theodor Sluyter informó del primer caso humano definitivo de aspergilosis difusa , y en 1855 el médico alemán Friedrich Küchenmeister realizó la primera descripción de la autopsia de un aspergiloma desarrollado en un cáncer de pulmón cavitado. Los primeros aspergilomas desarrollados en una caverna tuberculosa se describieron a partir de 1856.  Sin embargo, no fue hasta 1938 que se realizó su descripción radiológica , y en 1952 que se afinó la clasificación de las lesiones . Los primeros ensayos de tratamiento antifúngico se remontan a 1959, década en la que se desarrolló el tratamiento quirúrgico.